# Boliden AB
A Boliden AB egy svéd bányászati és kohászati cég, melynek főbb termékei a réz, a cink, az ólom, az ezüst és az arany. A főbb tevékenységek közé tartozik az érckutatás, a bányászat, a koncentrátum-előállítás, kohászat és elektrolízis, valamint a fém- illetve elektronikai hulladék újrahasznosítása. A fémhulladék-újrahasznosítás folyamatosan növekvő szerepet tölt be a cég működésében, bár a Boliden már így is vezető szerepet tölt be világszinten ezen a területen.
A cég története egy, Skellefteå várostól kb. 30 km-re északnyugatra felfedezett lelőhellyel kezdődött. Ez volt Európa legnagyobb, és aranyban legdúsabb lelőhelye, míg 1967-ben ki nem merült. A bánya mellett épült település szintén a bányáról kapta a nevét, ahol elsősorban bányászok és családjuk laktak. A cég tevékenységének központja a mai napig itt található, annak ellenére, hogy a székhely át lett helyezve Stockholmba.
A cégnek közel 5700 alkalmazottja van. Boliden cégformája részvénytársaság, melynek részvényei be vannak vezetve a skandináv tőzsdére (Nasdaq Nordic).

## Tevékenysége

### Bányászat
Boliden bányászati üzletága érckutatással, kitermeléssel és koncentrátum-előállításával foglalkozik Svédországban, Finnországban és Írországban. Főbb termékeik a cink- és rézkoncentrátumok, melyek részben aranyat, ezüstöt és ólmot is tartalmaznak. Ezek részben a cég saját kohászati üzemeiben kerülnek feldolgozásra, részben eladásra kerülnek más kohászati cégek számára.

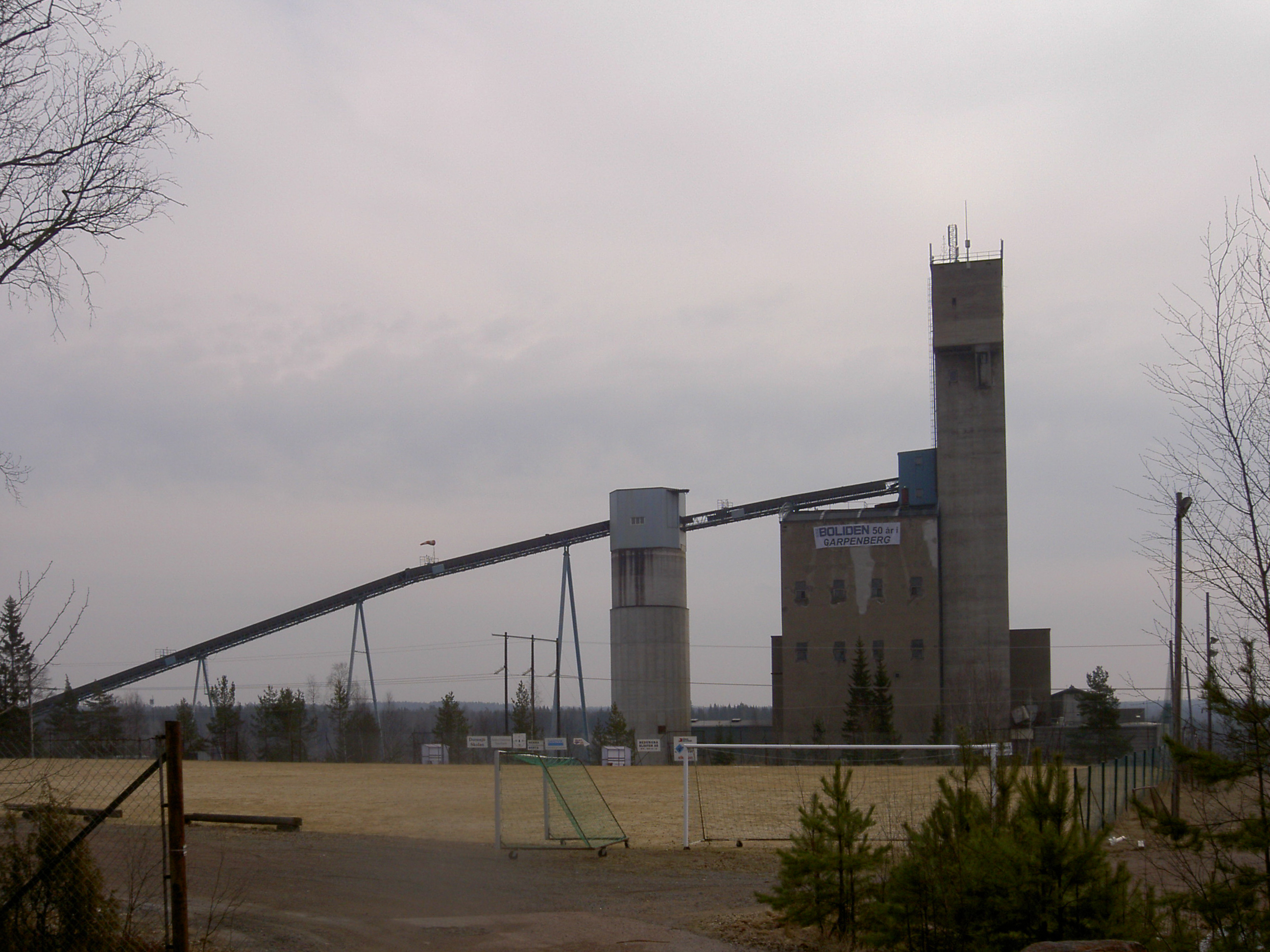
Boliden-Garpenberg bánya (Korábban: Garpenberg Déli Bányarészleg)

2004-től a Boliden tulajdonában áll Európa legnagyobb cinkbányája, az 1977-től működő Tara Mines, amely az írországi Navan mellett található. A felvásárlás óta mintegy 60 millió tonna ércet termeltek ki itt. A Boliden tulajdonában áll Svédország legrégebbi működő bányája, az 1200-as évektől kezdve működő, Dalarnában található Garpenberg is. Ez a bánya 2011-ben nagyszabású bővítésen eset át.
A társaság több, mint 30 bányát nyitott az 1920-as évek óta a Bolideni Körzetben, mely az ásványokban gazdag Skellefte földtani térségben található. A terület napjainkban is aktív bányái a Renström, aKristineberg és a Kankberg, amelyek mély bányászati kitermelést folytatnak, emellett Maurlidenben külszíni fejtés zajlik. A Bolidenhez tartozik az Aitik rézbánya Gällivare mellett, mely szintén külszíni fejtésű, és Európa egyik legnagyobb rézbányája. Az itt bányászott érc fémtartalma alacsony, viszont hatalmas mennyiségben áll rendelkezésre. Ezért a kitermelés szintjét magasan tartják és egy rendkívül hatékony dúsítási eljárást alkalmaznak, amely során kinyerik az érc arany- és ezüsttartalmát is. 2007 és 2010 között végrehajtott bővítési projekt keretén belül az Aitik bányából kitermelt érc mennyisége megduplázódott, és 2014-re elérte a 36 millió tonnát évenként.
A Boliden bányászati üzletága finn bányák felvásárlása során is bővült. 2014-ben vásárolta meg Kylylahtit, ahol réz, cink- és aranytartalmú komplex ércet bányásznak mély bányászati módszerrel. 2016-ban bővült a cég Kevitsával, ahol nikkel-, réz-, arany-, platina- és palládiumtartalmú komplex érc bányászata folyik külszíni fejtéssel.
2017-ben a Boliden egy újabb bánya nyitását kezdte meg Laver földtani térségben Älvsbyn község közelében, ahol egy újabb rézlelőhely lett felfedezve.

### Kohászat

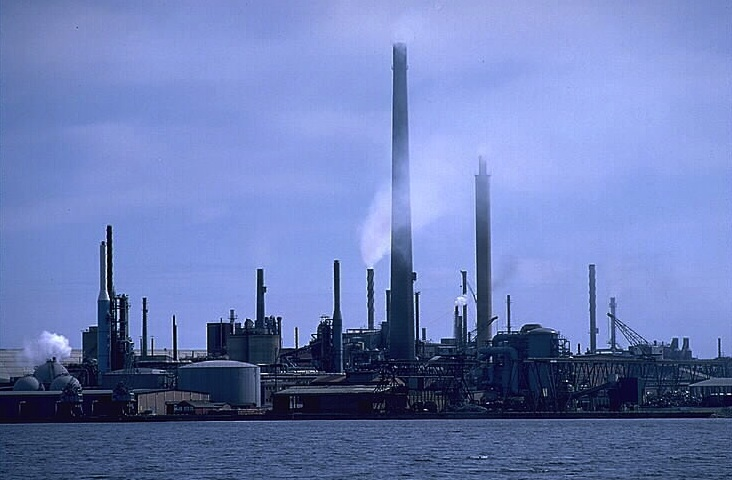
Rönnskär kohászati üzemegység

A kohászati üzletág koncentrátumok és egyéb anyagok feldolgozásával alapvető műszaki fémek, valamint nemesfémek kohászati úton történő előállításával foglalkozik Svédországban, Finnországban és Norvégiában. Legnagyobb mennyiségben réz- és cinktermelés folyik, de a cég ólom-, arany- és ezüsttermelése is jelentős. Egyéb termékei a kénsav és az alumínium-fluorid, előbbi az ércek nagy kéntartalma miatt melléktermékként jelentkezik. A Boliden tulajdonában egy ólom-, két cink- és két rézüzem működik.
A finnországi Kokkola Európa második, és a világon az hatodik legnagyobb cinktermelő üzeme, ahol lemezek horganyzásához használatos ötvözetet állítanak elő. Norvégia nyugati partjainál Oddában található a másik cinküzem, ahol az acélipar számára állítanak elő cinket, illetve alumínium-fluoridot a norvég alumíniumipar számára. A Skelleftehamnban található Rönnskär rezet, cinket és nemesfémeket, valamint melléktermékként kénsavat állít elő. Ebben az üzemben folyik az elektronikai hulladékok, illetve más fémhulladékok újrahasznosítása is. 2012-ben a Boliden kibővítette az elektronikaihulladék-újrahasznosítási kapacitását, ezzel világszinten vezető szerepet ért el. A Finnország nyugati partjainál található Harjavalta réz katódokat állít elő, ami félkész termékként kerül értékesítésre. További értékes termékek az arany, az ezüst és a kénsav. Dél-Svédországban, a Landskrona mellett fekvő Bergsöeben található a Boliden ólomüzeme, amelyben elsősorban használt akkumulátorokból való ólom-visszanyerést végeznek. Bergsöe egyike az Európa négy legnagyobb ólom-újrahasznosító üzemének. Az itt előállított ólom 60 százaléka európai akkumulátorgyárak részére kerül értékesítésre, míg a fennmaradó részből bádoglemezek készülnek.

## Története
A Boliden AB történetének 90. évfordulóján kiadott egy rövid brossurát, mely összefoglalja ezen 90 év fontosabb eseményeit. Ezt innen lehet letölteniPDF(1842KB)
Maga a Boliden név története is érdekes, mert valójában egy nyomdahibából származik. A térképen, melyet az érckutatók használtak, Bjurliden hibásan volt jelölve, ami annak a tanyának a neve, amelynek a területén felfedezték a lelőhelyet. Innen kapta a bánya, valamint később a felépült település is a nevét.

### Kezdetek

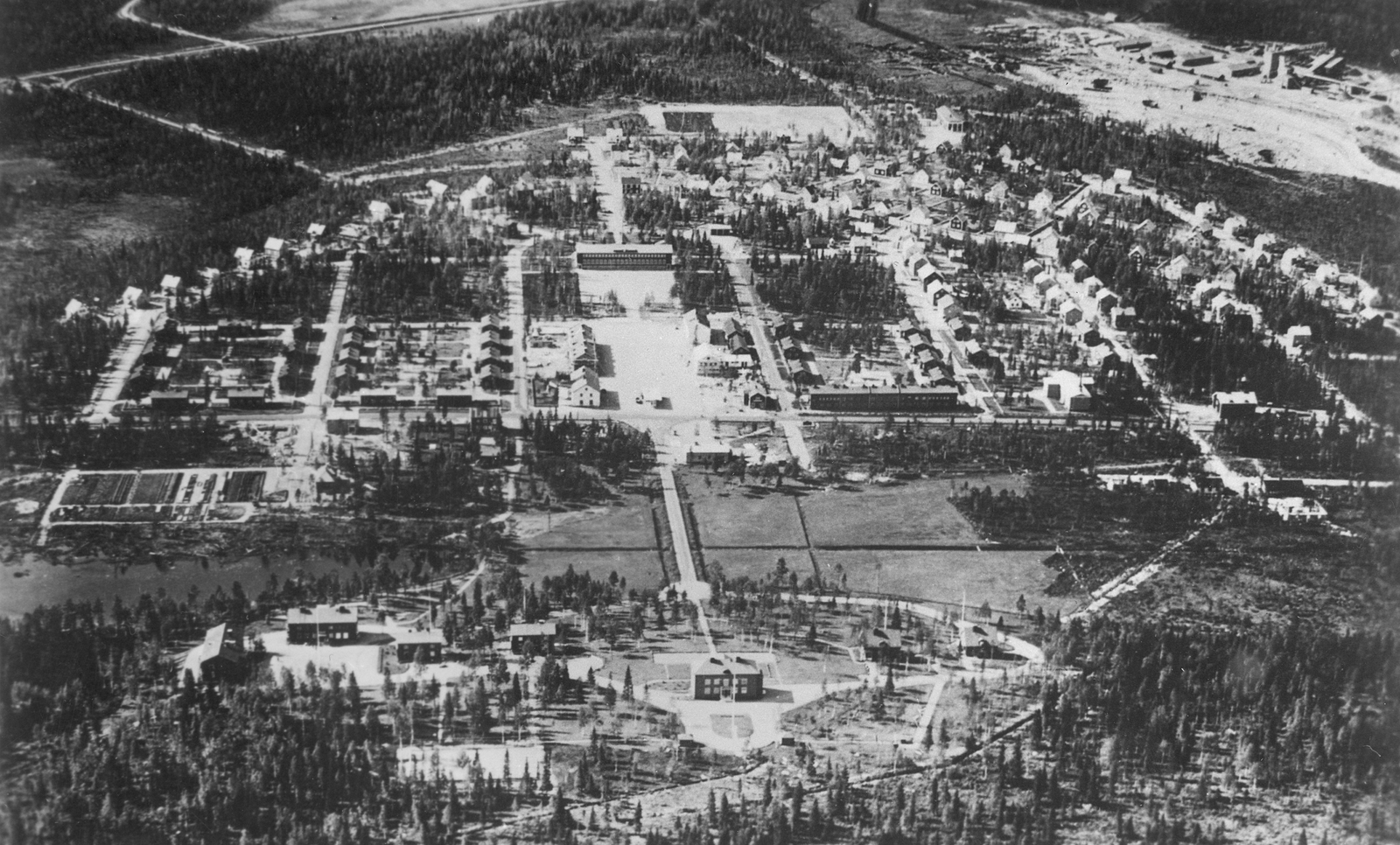
Légifelvétel Bolidenről, 1930

1924. december 10-én hihetetlen kapacitású érclelőhelyet találtak a Skellefteåtól kb. 30 km-re, északnyugatra fekvő Fågelmyrannál. A kutatófúrások során megállapították, hogy ez Európa legdúsabb érce. 1926 tavaszán kezdődött el az érc kifejtése, és ezzel együtt elkezdődött a Boliden története is, mely néhány évtized alatt Európa legnagyobb és leggazdagabb aranybányájává nőtte ki magát. Az itt bányászott ércben az arany mellett réz és ezüst is jelen volt. Ahogy a bánya nőtt és fejlődött, úgy fejlődött vele együtt az új település is.

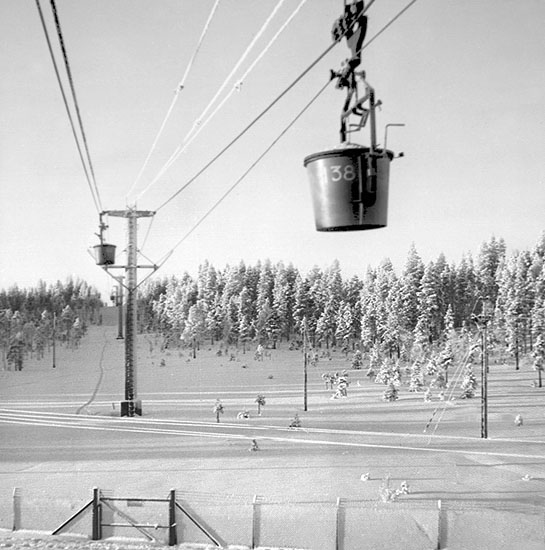
Kötélpálya Boliden és Kristineberg között, 1943

A Boliden cég felépítésében kimagasló szerepet töltött be Oscar Falkman svéd mérnök (1877–1961), aki kiemelt szerepet tulajdonított az érckutatásnak: e munka az 1910-es években kezdődött, és az első világháborút megelőző fémhiány hajtotta. Falkman 1941-ig volt Boliden vezérigazgatója. A Boliden AB 1932-ig Ivar Kreuger üzleti birodalmához tartozott.
A Bolidenben bányászott érc feldolgozására építették a Rönnskär kohászati üzemét, mely 1930-ban kezdte meg a működését.
A növekedésnek köszönhetően 1943-ban kötélpályát építettek ki Boliden és a Kristineberg bánya között, mely a 96 kilométeres hosszával a világ leghosszabb kötélpályájának számított akkoriban. A pálya 44 évig üzemelt, ezalatt csilléi 12 millió tonna koncentrátumot szállítottak.

### Növekedés az 1960-as és 1970-es években

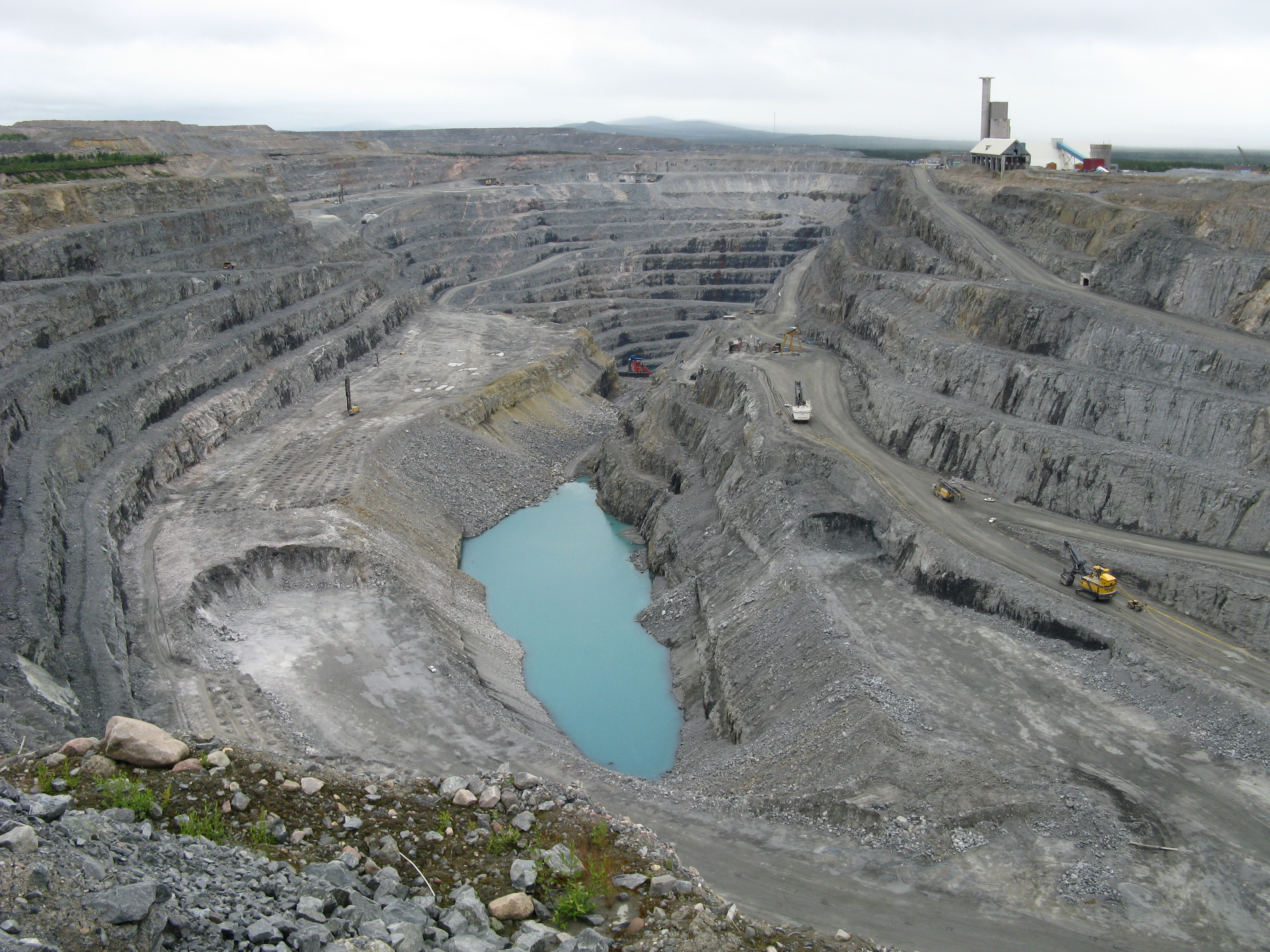
Az Aitik bánya

1968-ban kezdte meg működését az Aitik bánya Gällivare mellett. Még ebben az évben kialakították a külszíni bányát, mely Európa legnagyobb rézbányájává vált. Az első évben 9000 tonna rezet, 7 tonna ezüstöt és 160 kg aranyat termeltek ki. Az 1970-es évek elején a Boliden egyesült a német Preussag céggel ezzel növelve az ólomfeldolgozó kapacitását. 1976-ban kezdték el alkalmazni a Kardo-kemencéket a fémgyártásban, többek között Rönnskärben is. A részlegek között először itt került sor ólomolvasztásra.

### A Trelleborg konszern részeként
1987 végén a Trelleborg konszern felvásárolta a Bolident. A Boliden még ebben az évben megvette az Aznalcóllar mellett, Sevillától mintegy 45 km-re nyugatra működő, cinkérc külszíni bányászatával foglalkozó spanyol Apirsa S.L. vállalatot. 1996-ban a Trelleborg konszern nagyszabású átszervezésbe kezdett, amely során a Boliden központját Torontóba helyezték, a cég neve pedig Boliden Limited lett. Két évvel később a Boliden Limited megvásárolta a kanadai Westmin társaságot. Ezen üzlet keretében a Bolidenhez került a komplex ércet tartalmazó Myra Falls bánya és egy rézbányászati projekt Chilében.

### Átszervezés és a „New Boliden”
1999-ben nagyszabású átszervezés ment végbe az egész konszernben, majd ugyanebben az évben a Boliden részvényeit bevezették a Stockholmi Tőzsdén. 2001-ben a cég központja visszaköltözött Svédországba. 2003 végén Boliden megvásárolta a finn Outokumpu acélipari konszerntől a kohászati üzemeit és egy bányáját. Így került a céghez a Kokkolai, a Harjavaltai és a norvég Odda kohászati üzeme, valamint a Tara cinkbánya Írországban. 2004 során, az új részlegek cégbe integrálása közben megszületett a New Boliden, mely nem csak egy egyszerű névváltás volt, hanem egy új stratégiai program kidolgozása is volt, mely a New Boliden Way (NBW) nevet kapta. 2005-ben felfedeztek egy új érctáblát Garpenbergben, melyet Kvarnbergetnek nevezek el. Döntés született a Harjavaltai kohászati üzem bővítéséről. Megvalósíthatósági tanulmányt készítettek az Aitik bánya bővítéséről. 2006-ban döntöttek az Aitik bánya bővítéséről, amelynek megfelelően az újonnan épülő üzemeknek meg kell duplázniuk a termelést, mely 36 millió tonna évenkénti réztermelést jelent produkálva. A tervek szerint 2010-re már legalább 50 százalékos növekedést vártak. A sikeres érckutatás jelentősen megnövelte a Garpenberg bánya érctartalékait. Új ólomfeldolgozó üzem vyílt Bergsöeben. 2010-ben döntés születik az elektronikai hulladékot újrahasznosító részleg bővítéséről a Rönnskär kohászati üzemében. Az újrahasznosítási kapacitásnak 2012-re el kell érnie azt a szintet, hogy világelsők legyenek ezen a téren. 2011 januárjában döntés született a Garpenberg bánya bővítéséről, és évi 2,5 millió tonna érc kitermelését tűzték ki célul. A bővítési munkálatok 2011 és 2014 között folytak, a tervezett termelési kapacitást 2015 végére érték el. A bővítés során a Garpenberg lett a világ legköltséghatékonyabb és legmodernebb bányája. 2012-ben a Boliden újra megnyitott a Kankberg bányát, ahol aranyat és tellúrt bányásznak. Kankberg a Boldeni Körzetben található, és sorban az ötödik aranybányája a cégnek.

### Modern technikák, tervek
A Boliden és partnerei nagy hangsúlyt fektetnek a bányászati és egyéb ipari technológiák fejlesztésben. Ilyenek például 3D-s, digitális bányatérképek, a vezeték nélküli kommunikáció fejlesztése a bányászatban, a virtuális valóság alkalmazásával végzett helymeghatározás, továbbá egyes, a hatékony munka támogatására, vagy szükség esetén a mentési munka segítésére kidolgozott újszerű eljárások. Az E16-os autópálya egy szakaszának kísérleti villamosítása során, a teherautók elektromos táplálást kaptak egy a szakaszon. A kísérlet sikerei után az Aitik bánya villamosítása a következő lépés, ahol felsővezeték-táplálású bányadömperek használatát készítik elő. De nem ez az egyetlen szállítást érintő fejlesztése, 2019-től a Kankberg bánya és Boliden közötti közúti fuvarozást vezető nélküli teherautókkal szeretnék megoldani. A Boliden AB tagja a svéd IÅE csoportnak, amely az újrahasznosítás fejlesztésével és az ipari hulladékhő hasznosításával foglalkoznak.

## Bírálatok

### Mérgezési botrány Chilében
Az 1980-as évek közepén a Boliden AB szerződést kötött a chilei Promel céggel, amely szerint 1984 és 1985 folyamán 20 000 tonna, fémgyártásból származó hulladékot (galvanizáció során keletkezett, szárított iszapot) szállítottak le a Rönnskär üzemből Aricába feldolgozásra és ártalmatlanításra. A Promel célja az volt, hogy aranyat és arzént vonjon ki belőle, de egy erre tett sikertelen kísérlet után, inkább egy nyílt lerakaton tárolta az anyagot a város határában. A szerződés szerint a szállítás és az ártalmatlanítás díját a Boliden kifizette.
1985-ben a szállítás egy friss svéd, hulladékszállításra vonatkozó törvény miatt leállt. A Promelt az 1990-es évek elején felszámolták, és a felhalmozott veszélyes hulladék megfelelő tárolás és őrzés nélkül maradt. A tárolás körülményeiből adódóan arzén-, ólom- és higanyszennyezés következett be. Fokozta a problémát, hogy a város fejlődése miatt 1989 és 1996 között a telep közelében lévő területeket lakóterületté nyilvánították és felparcellázták. Az itt lakók körében gyakoriak lettek a megbetegedések, és az orvosi vizsgálatok megemelkedett arzénszintet mutattak ki a lakosság vérében. A chilei legfelsőbb bíróság 2007-ben ez ügyben hozott már egy döntést, mely szerint az államnak kell kompenzálnia 365 lakost a mérgező hulladék által okozott, őket ért egészségkárosodás miatt. A kormány 2009-es tanulmánya szerint az érintett terület továbbra is szennyezett volt, és a lakosság kitelepítésére lenne szükség, ami ebben az időben 7000 embert érintett.
2013 őszén 707 chilei kártérítési keresetet nyújtott be a Skellefteå Városi Bíróságon a Boliden AB ellen. A 2017 októberében kezdődött tárgyalásig a felperesek száma 796-ra nőt, és egyenként 128 000, együttesen közel 102 millió svéd koronát követeltek. A bíróság 2018. március 8-án hozta meg a döntését, elutasítva a kártérítési követelést. Az ügyben fellebbezés várható. Az időközben megszületett és hatályba léptetett Basel Convention is megtiltja most már a veszélyes hulladékok exportját.
A Blybarnen (angolul: Toxic Playground) című 2010-ben készült dokumentumfilm is ezeket az eseményeket dolgozza fel.

### Gátszakadás
1998. április 25-én a Boliden Apirsa S.L. (Boliden Limited spanyol leányvállalata) tulajdonában lévő Los Frailes bányában átszakadt a zagytározó gátja, és 4,5 millió köbméter mérgező iszap ömlött a közeli Agrio folyóba ömlött. A vizsgálatok során megállapították, hogy a gát építése során követték el azokat a hibákat, mely a gátszakadáshoz vezetett.
A gátszakadás büntetőeljárást vont maga után, mely fellebbezés után 2001-ben fejeződött be. Megállapításra került, hogy a katasztrófa oka tervezési- és kivitelezési hiba volt, és nem köthető az Apirsa tevékenységéhez. Néhány polgári peres eljárás még folyamatban van, de ezeknek a Boliden spanyol jogi képviselője szerint nem lesznek jelentős következményei Boliden számára.

## Fordítás
- Ez a szócikk részben vagy egészben  a   Boliden AB című svéd Wikipédia-szócikk ezen változatának fordításán alapul.  Az eredeti cikk szerkesztőit annak laptörténete sorolja fel. Ez a jelzés csupán a megfogalmazás eredetét és a szerzői jogokat jelzi, nem szolgál a cikkben szereplő információk forrásmegjelöléseként.
- Ez a szócikk részben vagy egészben  a   Boliden AB című angol Wikipédia-szócikk ezen változatának fordításán alapul.  Az eredeti cikk szerkesztőit annak laptörténete sorolja fel. Ez a jelzés csupán a megfogalmazás eredetét és a szerzői jogokat jelzi, nem szolgál a cikkben szereplő információk forrásmegjelöléseként.